# UTF-7
UTF-7(7비트 유니코드 변환 포맷, 7-bit Unicode Transformation Format)은 아스키 문자의 스트림을 사용하여 유니코드를 표현하는 가변 길이의 문자 인코딩이다. 원래는 UTF-8을 Quoted-printable과 결합해서 사용하는 것보다 더 효율적인 인터넷 이메일 메시지에 사용할 목적으로 유니코드 텍스트를 인코딩하는 수단으로서 제공하는 것이 목적이다.
UTF-7를 사용하는 웹사이트는 전체 웹사이트 가운데 0.003% 미만이다. UTF-8이 2009년 이후부터 월드 와이드 웹의 우세한 인코딩 방식이 되고 있다.